# Chaetonotus heterochaetus
Chaetonotus heterochaetus är en djurart som tillhör fylumet bukhårsdjur, och som beskrevs av Daday 1905. Chaetonotus heterochaetus ingår i släktet Chaetonotus och familjen Chaetonotidae. Inga underarter finns listade i Catalogue of Life.